# The Slickers
A The Slickers egy jamaicai rocksteady- és reggae-együttes volt az 1960-as években és a 70-es évek elején.
Legismertebb daluk a „Johnny Too Bad”, amely szerepelt a The Harder They Come című filmben és később a brit UB40 együttes is feldolgozta.

## Külső hivatkozások
- The Slickers az AllMusicon
- [halott link]